# Сухэгийн Цэрэнчимэд
Сухэгийн Цэрэнчимэд (монг. Сүхээгийн Цэрэнчимэд, род. 24 февраля 1995 года) — монгольская спортсменка-борец вольного стиля, чемпионка мира 2014 года.

## Биография
Родилась в 1995 году. В 2011 году стала бронзовой призёркой чемпионата Азии. В 2014 году стала чемпионкой мира в Ташкенте, и завоевала бронзовую медаль чемпионата Азии. В 2015 году выиграла серебро чемпионата мира в Лас-Вегасе.